# ビリー・タレント
ビリー・タレント(Billy Talent)は、1993年にカナダオンタリオ州のミシサガで結成されたパンク・ロックバンド。主にトロントを拠点に活動している。

## バイオグラフィー
- 1993年、現在と同じメンバーで前身、"Pezz"を結成。ライヴを中心に活動を重ね、地元カナダでの人気を高めていく。
- 1999年、Pezzとして最初のアルバム『Watoosh!』をリリース。
- 2001年、アメリカに同名バンド(Pezz)が存在していることが判明し、バンド名をめぐって訴訟を起こされる可能性があったため、バンド名を現在の"Billy Talent"に変更（マイケル・ターナー著書の小説「HARD CORE LOGO」に登場するギタリスト、Billy Talentから。ベンが愛読していた）。
- 2002年、アトランティック・レコードと契約を交わす。
- 2003年9月、メジャー1stアルバム『ビリー・タレント』をリリース（日本盤は2005年7月発売）。カナダのチャートでは6位を獲得したが、アメリカのチャートでは194位と苦戦した。
- 2004年、ジュノー賞にて"Best Band Of The Year"、アルバム『ビリー・タレント』で"Best Album Of The Year"を受賞。
- 2005年、『ビリー・タレント』日本盤リリースに合わせ、サマーソニック05で初来日。
- 2006年6月、2ndアルバム『ビリー・タレントII』をリリース。カナダでは1位を獲得、アメリカでは134位と健闘した。
- 2007年、ジュノー賞にてアルバム『ビリー・タレントII』で"Best Rock Album Of The Year"を受賞。
- 2008年9月、アンタイ・フラッグをフィーチャリングした曲「"Turn Your Back"」をリリース（後に3rdアルバム『ビリー・タレントIII』に収録されたが、アルバムバージョンにはアンタイ・フラッグは参加していない。フィーチャリングバージョンはバンドのMySpaceなどで聴くことができる）。
- 2009年、新たにロードランナー・レコードと契約。
- 2009年7月、3rdアルバム『ビリー・タレントIII』をリリース（日本盤は11月発売）。
- 2010年2月23日、バンクーバーオリンピックの表彰式にてライヴパフォーマンスを行った。
- 2010年4月、ジュノー賞にてアルバム『ビリー・タレントIII』で"Best Rock Album Of The Year"を受賞。
- 2012年9月、4thアルバム『デッド・サイレンス』をリリース（日本盤未定）。
- 2014年11月、1stアルバム『ビリー・タレント』から4thアルバム『デッド・サイレンス』までのヒットシングル曲と新曲2曲を収めたベスト・アルバム『ヒッツ』をリリース（日本盤未定）。
- 2016年1月、ドラマーのアーロンが多発性硬化症（MS）の再発・悪化のため活動を一時休止することを発表。代役としてアレクシスオンファイアのジョーダン・ヘイスティングスが加入。
- 2016年7月、ジョーダンが制作に参加した5thアルバム『アフレイド・オブ・ハイツ』を日本も含めた世界で同時リリース。サマーソニック16で11年ぶりに来日予定。

## メンバー
- ベン・コワレヴィッチ (Benjamin Kowalewicz) - ボーカル
- イアン・ディーサ (Ian D'Sa) - ギター & ボーカル
- ジョン・ギャラント (Jonathan Gallant) - ベース & ボーカル
- アーロン・ソロウォニウク (Aaron Solowoniuk) - ドラムス

## ディスコグラフィー

### アルバム
| 年                                        | タイトル          | アルバム詳細                                                 | チャート最高位 | チャート最高位 | チャート最高位 | チャート最高位 | チャート最高位 | チャート最高位 | チャート最高位 | チャート最高位 | チャート最高位 | 認定                                                 |
| 年                                        | タイトル          | アルバム詳細                                                 | CAN            | AUS            | AUT            | FIN            | GER            | IRE            | SWI            | UK             | US             | 認定                                                 |
| ----------------------------------------- | ----------------- | ------------------------------------------------------------ | -------------- | -------------- | -------------- | -------------- | -------------- | -------------- | -------------- | -------------- | -------------- | ---------------------------------------------------- |
| 1998                                      | Watoosh!          | - 発売日: 1998年7月23日 - レーベル: self-released            | —              | —              | —              | —              | —              | —              | —              | —              | —              |                                                      |
| 2003                                      | Billy Talent      | - 発売日: 2003年9月16日 - レーベル: Atlantic                 | 6              | —              | 38             | —              | 97             | —              | —              | 124            | 194            | - CAN: 3× プラチナ - GER: ゴールド - UK: シルバー    |
| 2006                                      | Billy Talent ll   | - 発売日: 2006年6月27日 - レーベル: Atlantic                 | 1              | —              | 4              | 22             | 1              | —              | 31             | 46             | 134            | - CAN: 3× プラチナ - GER: 2× プラチナ - UK: シルバー |
| 2009                                      | Billy Talent lll  | - 発売日: 2009年7月14日 - レーベル: Warner Music, Roadrunner | 1              | 44             | 2              | 3              | 2              | 98             | 3              | 35             | 107            | - CAN: 2× プラチナ - GER: プラチナ                   |
| 2012                                      | Dead Silence      | - 発売日: 2012年9月11日 - レーベル: Warner Music, Last Gang  | 1              | 36             | 2              | 12             | 1              | 94             | 3              | 23             | 135            | - CAN: プラチナ - GER: ゴールド                      |
| 2016                                      | Afraid of Heights | - 発売日: 2016年7月29日 - レーベル: Warner Music, The End    | 1              | 26             | 1              | 26             | 1              | 22             | 1              | 23             | 62             |                                                      |
| "—"は未発売またはチャート圏外を意味する。 |                   |                                                              |                |                |                |                |                |                |                |                |                |                                                      |

### その他のアルバム
- 666 （2007年、ライヴ・アルバム）
- ヒッツ （2014年、ベスト・アルバム）

### シングル
| 年     | タイトル                   | 収録アルバム             |
| ------ | -------------------------- | ------------------------ |
| 2003年 | "Try Honesty"              | ビリー・タレント         |
| 2004年 | "The Ex"                   | ビリー・タレント         |
| 2004年 | "River Below"              | ビリー・タレント         |
| 2004年 | "Nothing To Lose"          | ビリー・タレント         |
| 2006年 | "Devil In A Midnight Mass" | ビリー・タレントII       |
| 2006年 | "Red Flag"                 | ビリー・タレントII       |
| 2006年 | "Fallen Leaves"            | ビリー・タレントII       |
| 2007年 | "Surrender"                | ビリー・タレントII       |
| 2007年 | "This Suffering"           | ビリー・タレントII       |
| 2008年 | "Turn Your Back"           | ビリー・タレントIII      |
| 2009年 | "Rusted From The Rain"     | ビリー・タレントIII      |
| 2009年 | "Devil On My Shoulder"     | ビリー・タレントIII      |
| 2010年 | "Saint Veronika"           | ビリー・タレントIII      |
| 2010年 | "Diamond On A Landmine"    | ビリー・タレントIII      |
| 2012年 | "Viking Death March"       | デッド・サイレンス       |
| 2012年 | "Surprise, Surprise"       | デッド・サイレンス       |
| 2013年 | "Stand Up And Run"         | デッド・サイレンス       |
| 2013年 | "Show Me The Way"          | デッド・サイレンス       |
| 2014年 | "Kingdom Of Zod"           | ヒッツ                   |
| 2014年 | "Chasing The Sun"          | ヒッツ                   |
| 2016年 | "Afraid Of Heights"        | アフレイド・オブ・ハイツ |